# 9K111 Fagot
Die 9K111 Fagot (russisch 9К111 Фагот, NATO-Codename AT-4 Spigot) ist eine Panzerabwehrlenkwaffe aus sowjetischer Produktion. Der GRAU-Index der Lenkwaffe lautet 9M111.

## Entwicklung
Das Waffensystem wurde 1962 parallel zur 9K113 Konkurs entwickelt. Während die 9M113 als schwere Rakete für den Start von Fahrzeugen aus konzipiert war, sollte die 9M111 als tragbare Panzerabwehrwaffe der Infanterie zum Einsatz kommen und die 9K11 Maljutka ablösen. Entwickler beider Systeme war das in Tula ansässige Konstruktionsbüro für Gerätebau. Im Jahr 1972 wurden die ersten Systeme an die Sowjetarmee ausgeliefert. Das System AT-4 Spigot ähnelt sehr dem in den 1970er-Jahren entwickelten westlichen Panzerabwehrlenkwaffen-System MILAN.

## Technik
Die 9M111-Lenkwaffen werden in versiegelten GFK-Transport- und Startbehältern aus dem Werk ausgeliefert. Der Transport- und Startbehälter wiegt beladen rund 13 kg und wird auf die 9P135-Starteinheit aufgesetzt. Diese wiegt 22,5 kg und besteht aus der 9P56-Lafette, der 9S451-Lenkeinheit mit der 9Sh119M1-Tageslicht-Zieloptik mit vierfacher Vergrößerung. An diese kann das 1PN65-Wärmebildgerät angeschlossen werden. Dieses erlaubt eine Zielerfassung auf Entfernungen von bis zu 2.500 m. Der Transport- und Startbehälter mit der Lenkwaffe wird auf die Starteinheit neben der Lenkeinheit aufgesetzt. Hat der Schütze das Ziel anvisiert, betätigt er den Auslöser und zündet damit die Ausstoßladung, welche die Lenkwaffe mit 80 m/s aus dem Rohr ausstößt. In sicherer Entfernung zündet das Feststoff-Marschtriebwerk und beschleunigt die Lenkwaffe auf 240 m/s. Der Flugkörper erreicht durch seine Rotation eine stabile Flugbahn. Um die gesamte Reichweite von 2.000 m zu durchfliegen, benötigt die Waffe rund 11 Sekunden. Die durchschnittliche Fluggeschwindigkeit beträgt 180 m/s. Während des Fluges spult die Lenkwaffe einen Draht ab, über den sie Lenkkommandos erhält. Die AT-4 arbeitet nach dem SACLOS-Lenkprinzip (halbautomatische Kommandolenkung). Dabei verfolgt die 9S451-Lenkeinrichtung die Lenkwaffe über einen an der Lenkwaffe angebrachten Infrarot-Strahler. Lenkkommandos werden in dem 9S474-Geräteblock errechnet und mittels der Drahtverbindung an die Lenkwaffe übermittelt. Während des Fluges brauchte der Schütze lediglich das Ziel im Fadenkreuz zu behalten. Die 9M111-Lenkwaffe ist mit einem Hohlladungs-Gefechtskopf bestückt. Dieser hat eine Durchschlagsleistung von 400 mm Panzerstahl. Mit der modifizierten 9S451M-Starteinheit können auch die 9M113-Lenkwaffen der 9K113 Konkurs verschossen werden. Die 9P135-Starteinheit kann so abgeändert werden, dass sie auf den Waffentürmen der gepanzerten Fahrzeuge BMP-1, BMP-2 und BMD eingesetzt werden kann.
Entsprechend der operativen Doktrin der Truppen des Warschauer Pakts verfügte jedes Bataillon der Motorisierten Infanterie über zwei oder drei Gruppen mit AT-4. Sie bestanden jeweils aus zwei Trupps. Jeder dieser Trupps bestand aus drei Mann, neben dem Schützen, der die Abschussvorrichtung und das zugehörige Dreibein mit sich führte, zwei Mann mit jeweils zwei Transport- und Abschussbehältern für je eine 9M111. Ein geübter Trupp kann bis zu drei Raketen pro Minute abfeuern.

## Raketen
- 9M111 (NATO: AT-4A Spigot-A): Erste Serienversion ab 1973; mit 1,8 kg schwerer Hohlladung, Panzerdurchschlag 400 mm RHA.[6]
- 9M111-2 (NATO: AT-4B Spigot-B): Zweite Serienversion ab 1975, mit verbesserter Elektronik und 2,5 kg schwerer Hohlladung, Panzerdurchschlag 460–480 mm RHA.
- 9M111M (NATO: AT-4C Spigot-C): Mit neuer Tandemhohlladung, Panzerdurchschlag 550–600 mm RHA. Vergrößerte Reichweite von 2.500 m.[5]

## Einsatz
Die 9K111 Fagot kamen bei verschiedenen kriegerischen Auseinandersetzungen zum Einsatz: Libanonkrieg, Erster Afghanistankrieg, Erster Golfkrieg, bei den Jugoslawienkriegen sowie bei Konflikten auf dem afrikanischen Kontinent und in den ehemaligen Sowjetrepubliken.

## Verbreitung
- Afghanistan
- Algerien
- Angola
- Armenien
- Äthiopien
- Bosnien und Herzegowina
- Bulgarien
- Deutsche Demokratische Republik
- Finnland
- Georgien
- Griechenland
- Indien
- Irak
- Iran
- Jemen
- Kasachstan
- Kroatien
- Kuba

- Kuwait
- Libyen
- Moldau
- Mosambik
- Nordkorea
- Polen
- Rumänien
- Russland
- Serbien
- Slowakei
- Slowenien
- Syrien
- Tschechien
- Ukraine
- Ungarn
- Vietnam
- Belarus